# Łęgi koło Chałupek
Łęgi koło Chałupek este o arie protejată (sit de importanță comunitară — SCI) din Polonia întinsă pe o suprafață de 127,21 ha, integral pe uscat.

## Localizare
Centrul sitului Łęgi koło Chałupek este situat la coordonatele 50°28′59″N 17°00′39″E / 50.4831°N 17.0108°E.

## Înființare
Situl Łęgi koło Chałupek a fost declarat sit de importanță comunitară în octombrie 2009 pentru a proteja un număr necunoscut de specii din flora spontană și fauna sălbatică aflate în arealul zonei.

## Biodiversitate
Situată în ecoregiunea continentală, aria protejată conține 4 habitate naturale: Liziere de ierburi înalte hidrofile de câmpie și de nivel montan până la alpin, Fânețe de joasă altitudine (Alopecurus pratensis, Sanguisorba officinalis), Păduri de stejar și carpen Galio-Carpinetum, Păduri aluvionare cu Alnus glutinosa și Fraxinus excelsior (Alno-Padion, Alnion incanae, Salicion albae).
La baza desemnării sitului se află un număr nedeclarat de specii protejate.